# Европско првенство у атлетици на отвореном 2010 — 20 километара ходање за мушкарце
Дисциплина 20 километара ходање у мушкој конкуренцији на Европском првенству у атлетици 2010. у Барселони одржана је у 27. јула на улицама града.
Није било нових рекорда, а 6 такмичари је постигли своје најбоље резултате у сезони.

## Земље учеснице
Учествовало је 27 такмичара из 15 земаља.
1. Белорусија (1)
2. Ирска (2)
3. Италија (3)
4. Летонија (1)
5. Мађарска (1)
6. Немачка (1)
7. Пољска (3)
8. Португалија (2)
9. Румунија (1)
10. Русија (2)
11. Словачка (2)
12. Украјина (3)
13. Француска (1)
14. Шведска (1)
15. Шпанија (3)

## Рекорди
| Рекорди пре почетка Европског првенства 2010. | Рекорди пре почетка Европског првенства 2010. | Рекорди пре почетка Европског првенства 2010. | Рекорди пре почетка Европског првенства 2010. | Рекорди пре почетка Европског првенства 2010. |
| --------------------------------------------- | --------------------------------------------- | --------------------------------------------- | --------------------------------------------- | --------------------------------------------- |
| Светски рекорд                                | Владимир Канајкин · Русија                    | 1:17:16                                       | Саранск, Русија                               | 29. септембар 2007.                           |
| Европски рекорд                               | Владимир Канајкин · Русија                    | 1:17:16                                       | Саранск, Русија                               | 29. септембар 2007.                           |
| Рекорди Европских првенстава                  | Франсиско Фернандез · Шпанија                 | 1:18:37                                       | Минхен, Немачка                               | 6. август 2002.                               |
| Светски рекорд сезоне                         | Алекс Швацер · Италија                        | 1:18:24                                       | Лугано, Швајцарска                            | 14. март 2010.                                |
| Европски рекорд сезоне                        | Алекс Швацер · Италија                        | 1:18:24                                       | Лугано, Швајцарска                            | 14. март 2010.                                |

## Победници
|                           |                      |                          |
| Станислав Емењанов Русија | Алекс Швацер Италија | Жоао Вијеира Португалија |

## Сатница
| Датум         | Време | Коло   |
| ------------- | ----- | ------ |
| 27. јул 2010. | 8:05  | Финале |

## Резултати

### Финале
| Пласман | Такмичар           | Држава      | Време   | Белешке |
| ------- | ------------------ | ----------- | ------- | ------- |
|         | Станислав Емељанов | Русија      | 1:20:10 |         |
|         | Алекс Швацер       | Италија     | 1:20:38 |         |
|         | Жоао Вијеира       | Португалија | 1:20:49 | ЛРС     |
| 4       | Роберт Хефернан    | Ирска       | 1:21:00 |         |
| 5       | Ђорђо Рубино       | Италија     | 1:22:12 | ЛРС     |
| 6       | Андреј Кривов      | Русија      | 1:22:20 | ЛРС     |
| 7       | Матеј Тот          | Словачка    | 1:22:20 |         |
| 8       | Јакуб Јелонек      | Пољска      | 1:22:24 | ЛРС     |
| 9       | Хуан Мануел Молина | Шпанија     | 1:22:35 |         |
| 10      | Рафал Аугустин     | Пољска      | 1:22:40 |         |
| 11      | Андриј Ковенко     | Украјина    | 1:22:43 | ЛРС     |
| 12      | Руслан Дмитренко   | Украјина    | 1:22:45 |         |
| 13      | Ерве Даво          | Француска   | 1:24:12 |         |
| 14      | Мигел Анхел Лопез  | Шпанија     | 1:24:28 |         |
| 15      | Силвију Касандра   | Румунија    | 1:24:51 |         |
| 16      | Мајк Бергер        | Немачка     | 1:25:01 |         |
| 17      | Антон Куцмин       | Словачка    | 1:25:12 |         |
| 18      | Хосе Игнасио Дијаз | Шпанија     | 1:25:36 |         |
| 19      | Давид Томала       | Пољска      | 1:25:50 |         |
| 20      | Џејми Костин       | Ирска       | 1:26:05 |         |
| 21      | Сержио Вијеира     | Португалија | 1:27:07 |         |
| 22      | Иван Лосјев        | Украјина    | 1:27:12 |         |
| 23      | Арнис Румбењекс    | { Летонија  | 1:30:50 | ЛРС     |
| —       | Мате Хелебрант     | Мађарска    | НЗ      |         |
| —       | Ивано Бруњети      | Италија     | НЗ'     |         |
| —       | Ато Ибањез         | Шведска     | ДИСК.   |         |
| —       | Дзијанис Симанович | Белорусија  | ДИСК.   |         |

### Пролазна времена
| Дистанца | Такмичарк             | Држава      | Време   |
| -------- | --------------------- | ----------- | ------- |
| 4 км     | 1. Станислав Емељанов | Русија      | 16:07   |
| 4 км     | 2. Алекс Швацер       | Италија     | и. в.   |
| 4 км     | 3. Ивано Бруњети      | Италија     | 16:17   |
| 4 км     | 4. Робет Хефернан     | Ирска       | и. в.   |
| 4 км     | 5. Андреј Кривов      | Русија      | и. в.   |
| 8 км     | 1. Станислав Емељанов | Русија      | 32,16   |
| 8 км     | 2. Ивано Бруњети      | Италија     | 32:18   |
| 8 км     | 3. Ђорђо Рубино       | Италија     | и. в.   |
| 8 км     | 4. Робет Хефернан     | Ирска       | и. в.   |
| 8 км     | 5. Андреј Кривов      | Русија      | и. в.   |
| 12 км    | 1.Станислав Емељанов  | Русија      | 48,12'  |
| 12 км    | 2. Алекс Швацер       | Италија     | 48:27   |
| 12 км    | 3. Робет Хефернан     | Ирска       | 48:28   |
| 12 км    | 4. Жоао Вијеира       | Португалија | и. в.   |
| 12 км    | 5. Денис Симанович    | Белорусија  | и. в.   |
| 16 км    | 1. Станислав Емељанов | Русија      | 1:04:06 |
| 16 км    | 2. Жоао Вијеира       | Португалија | 1:04:30 |
| 16 км    | 3. Алекс Швацер       | Италија     | 1:04:31 |
| 16 км    | 4. Робет Хефернан     | Ирска       | 1:04:37 |
| 16 км    | 5. Ђорђо Рубино       | Италија     | 1:05:14 |

и. в. = исто време